# Inderpartiet (1984)
Inderpartiet er den ene af de to dele, som Partiet, der styrer Oceanien i George Orwells roman 1984 (originaltitel Nineteen Eighty-Four), er delt op i. Den anden del er Yderpartiet.
Inderpartiet repræsenterer den aristokratiske politiske samfundsklasse i Oceanien og har en levestandard, der ligger langt over, hvad der gælder for proletarerne eller Yderpartiet. For eksempel kan der slukkes for de teleskærme (tovejs-fjernsyn, der bruges til propaganda- og overvågningsformål). Medlemmerne af Inderpartiet har også gode rummelige boligforhold, tjenestefolk, adgang til gode transportmuligheder og rimeligt gode fødevarer (i modsætning til proletarernes øl og Yderpartiets dårlige Sejrsgin). Man kan altid kende Inderpartiets medlemmer på deres sorte overalls. Medlemmer udvælges i en ung alder på grundlag af en række tests, og ikke familiebaggrund, da loyalitet over for alt andet end Partiet og Store Broder er uønsket. Race spiller heller ingen rolle i udvælgelsen af medlemmerne.
I romanen er O'Brien det eneste medlem af Inderpartiet, man møder.
Goldsteins bog forklarer rationalet bag klasseskellene i Oceanien.

Denne artikel er en oversættelse af artiklen om The Inner Party på den engelske Wikipedia. Oversættelsen tager i sin sprogbrug desuden udgangspunkt i den danske udgave af 1984 (Gyldendals Tranebøger 1973), oversat af Paul Monrad.